# Cupra Terramar
Cupra Terramar — компактний кросовер, представлений SEAT у 2024 році.

## Опис

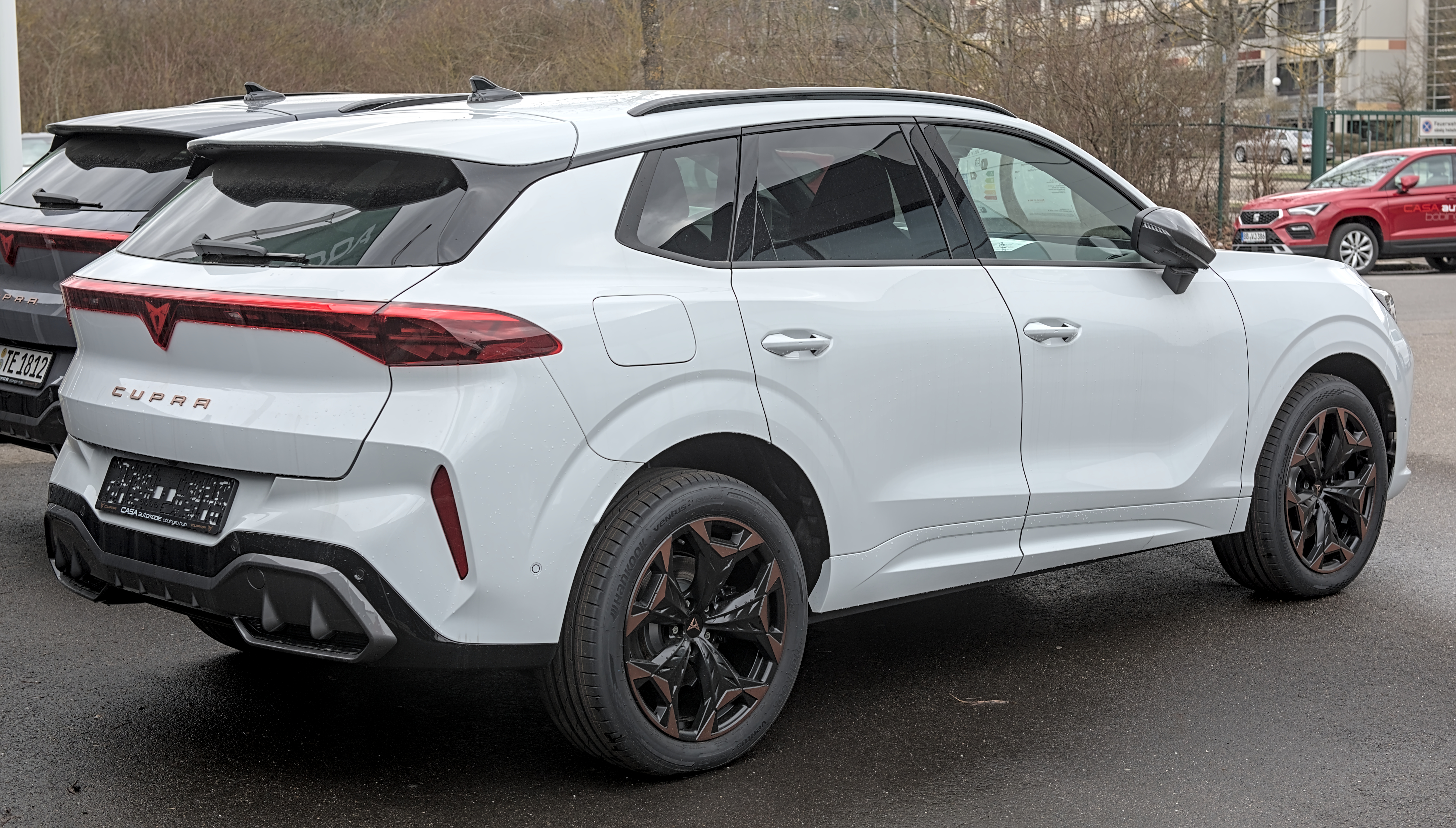
Cupra Terramar VZ

Cupra Terramar є наступником Cupra Ateca. Його довжина близько 4,5 метрів.

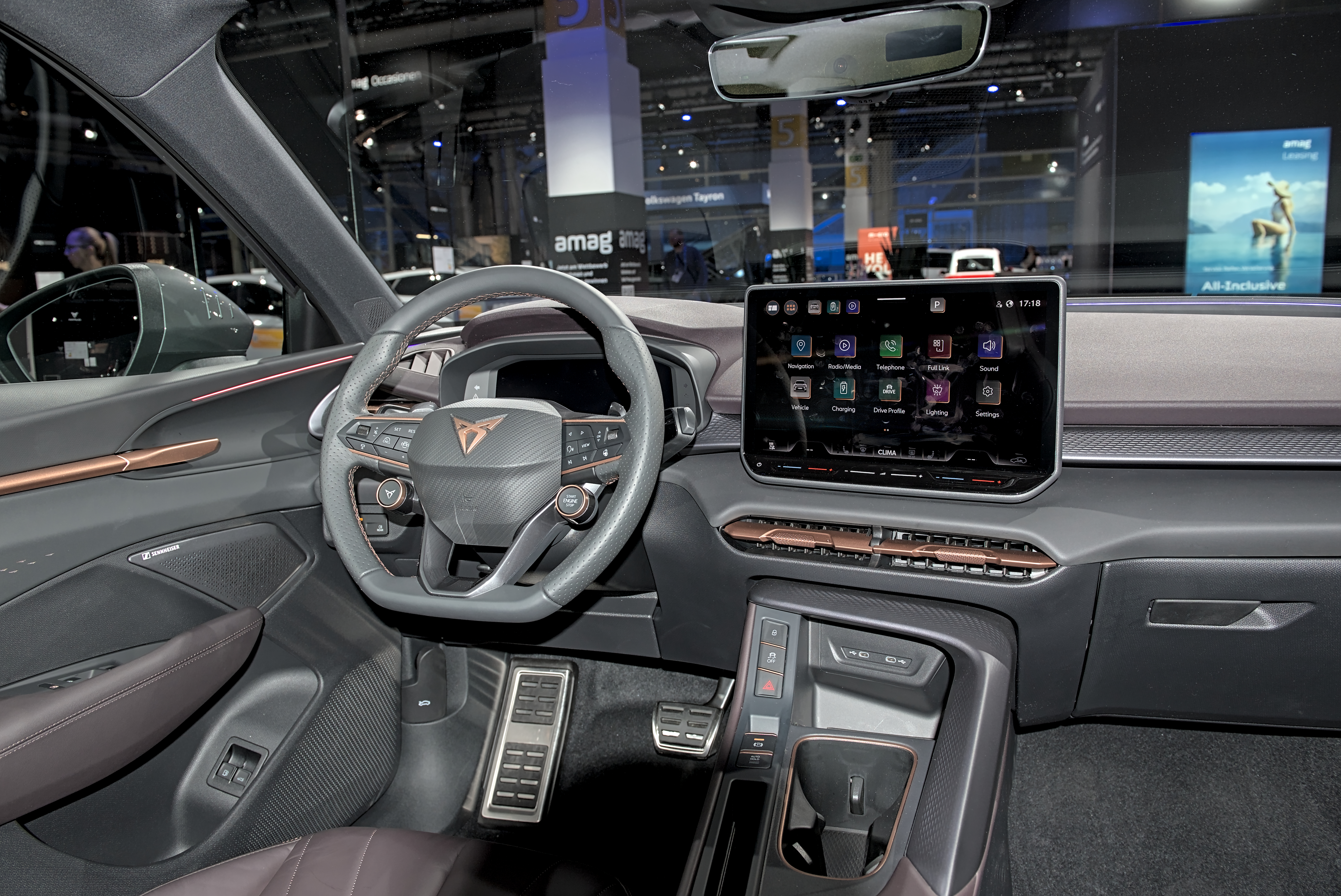

В основі Terramar лежить платформа MQB, яка є основою автомобілів Cupra з ДВЗ. Це гібридний автомобіль із запасом ходу до 100 км на електриці. Terramar - останній автомобіль Cupra з ДВС.
Автомобіль отримав назву Terramar на честь іспанського прибережного міста поблизу Барселони, де в 1923 році був побудований автодром Сіджес-Террамар. Terramar випущений разом з Audi Q3.

### Двигуни
Бензинові:
- 1.5 L EA211 evo2 eTSI I4 mild hybrid
- 2.0 L EA888 TSI I4

Бензиновий plug-in hybrid:
- 1.5 L EA211 evo2 TSI I4 (PHEV)